# Aloe rigida
Aloe rigida é uma espécie de liliopsida do gênero Aloe, pertencente à família Asphodelaceae.